# صيدحسن كلاة فتحعلي (مقاطعة دورة)
صيدحسن كلاة فتحعلي (بالفارسية: صیدحسن کلاه فتحعلی) هي قرية تقع في قسم تشكن الريفي (مقاطعة دورة) في إيران. يقدر عدد سكانها بـ 47 نسمة بحسب إحصاء 2016.